# 翁文魁
翁文魁（1450年—？），字希曾，浙江金華府蘭谿縣人，民籍，明朝政治人物。

## 生平
成化十九年（1483年）癸卯科浙江鄉試第十九名舉人。弘治三年（1490年）中式庚戌科會試第二十五名，三甲第七十一名進士。

## 家族
曾祖翁伯晉；祖父翁堅遠；父翁良仁，母戴氏。具庆下。